# العلاقات الباكستانية الأيرلندية
العلاقات الباكستانية الأيرلندية هي العلاقات الثنائية التي تجمع بين باكستان وجمهورية أيرلندا.

## مقارنة بين البلدين
هذه مقارنة عامة ومرجعية للدولتين:
| وجه المقارنة                                              | باكستان                     | جمهورية أيرلندا                                       |
| --------------------------------------------------------- | --------------------------- | ----------------------------------------------------- |
| المساحة (كم2)                                             | 881.91 ألف                  | 70.27 ألف                                             |
| عدد السكان (نسمة)                                         | 197.02 مليون                | 4.76 مليون                                            |
| الكثافة السكانية (ن./كم²)                                 | 223.4                       | 67.74                                                 |
| العاصمة                                                   | إسلام آباد                  | دبلن                                                  |
| اللغة الرسمية                                             | لغة إنجليزية، اللغة الأردية | اللغة الأيرلندية، لغة إنجليزية، الإنجليزية الأيرلندية |
| العملة                                                    | روبية باكستانية             | جنيه أيرلندي، يورو، عملات اليورو الأيرلندية           |
| الناتج المحلي الإجمالي (بليون دولار)                      | 304.95 مليار                | 333.73 مليار                                          |
| الناتج المحلي الإجمالي (تعادل القوة الشرائية) بليون دولار | 946.67 مليار                | 318.16 مليار                                          |
| الناتج المحلي الإجمالي الاسمي للفرد دولار أمريكي          | 1.43 ألف                    | 61.13 ألف                                             |
| الناتج المحلي الإجمالي للفرد دولار أمريكي                 | 4.81 ألف                    |                                                       |
| مؤشر التنمية البشرية                                      | 0.538                       | 0.916                                                 |
| رمز المكالمات الدولي                                      | +92                         | +353                                                  |
| رمز الإنترنت                                              | .pk                         | .ie                                                   |
| المنطقة الزمنية                                           | ت ع م+05:00                 | 00، ت ع م+01:00، أوروبا/دبلن ‏                         |

## منظمات دولية مشتركة
يشترك البلدان في عضوية مجموعة من المنظمات الدولية، منها:
| علم المنظمة | اسم المنظمة                               | تاريخ انضمام باكستان | تاريخ انضمام جمهورية أيرلندا |
| ----------- | ----------------------------------------- | -------------------- | ---------------------------- |
|             | بنك التنمية الآسيوي                       | 1966                 | 2006                         |
|             | يونسكو                                    | 14 سبتمبر 1949       | 3 أكتوبر 1961                |
|             | وكالة ضمان الاستثمار متعدد الأطراف        | 12 أبريل 1988        | 27 أكتوبر 1989               |
|             | الأمم المتحدة                             | 30 سبتمبر 1947       | 14 ديسمبر 1955               |
|             | الفريق المعني برصد الأرض                  | ?                    | ?                            |
|             | الاتحاد البريدي العالمي                   | ?                    | ?                            |
|             | البنك الدولي للإنشاء والتعمير             | 11 يوليو 1950        | 8 أغسطس 1957                 |
|             | المنظمة الهيدروغرافية الدولية             | ?                    | ?                            |
|             | الاتحاد الدولي للاتصالات                  | 26 أغسطس 1947        | 8 ديسمبر 1923                |
|             | منظمة حظر الأسلحة الكيميائية              | ?                    | ?                            |
|             | مؤسسة التمويل الدولية                     | 20 يوليو 1956        | 11 سبتمبر 1958               |
|             | المركز الدولي لتسوية المنازعات الاستشارية | 15 أكتوبر 1966       | 7 مايو 1981                  |
|             | منظمة التجارة العالمية                    | ?                    | ?                            |
|             | منظمة الشرطة الجنائية الدولية             | ?                    | ?                            |

## أعلام
هذه قائمة لبعض الشخصيات التي تربطها علاقات بالبلدين:
- سحر أسلم (لاعبة كركيت أيرلندية، 20 ديسمبر 1982 – )
- عمر القادري (باكستاني وداعية إسلامي وباحث)

## وصلات خارجية
- موقع وزارة الخارجية الباكستانية
- موقع وزارة الخارجية الأيرلندية